# Petite et Grande Tunb
Les Grande Tunb et Petite Tunb (en persan : تنب بزرگ و تنب کوچک, Tonb-e Bozorg va Tonb-e Kuchak)  sont deux petites îles dans l'est du Golfe Persique, appartenant à la province Hormozgan de l'Iran et proches du détroit d'Ormuz.
Les îles sont situées aux coordonnées 26° 15′ N, 55° 16′ E et 26° 14′ N, 55° 08′ E respectivement, à une distance de 12 km l'une de l'autre, et à environ 20 km au sud de l'île de Qeshm. L'Iran revendique la souveraineté sur ces îles et sur l'île Abu Moussa depuis le départ des Britanniques du Golfe Persique en 1971, mais les Émirats arabes unis (UAE) s'y opposent.
Leur nom vient du persan Tonb (تنب) qui signifie « colline », ou de l'arabe Tunub (طنب) qui signifie « habitat ».
La grande Tunb a une surface de 10,3 km². Les sources ne s'accordent pas sur le nombre d'habitants : certains décrivent entre quelques douzaines et quelques centaines d'habitants, alors que d'autres disent que l'île n'a pas de population civile native. L'île accueillerait une garnison iranienne, un port de la marine iranienne et un espace de stockage du poisson. La petite Tunb est inhabitée.